# ملكة جمال الهند
ملكة جمال الهند (Femina Miss India) هي مسابقة ملكة الجمال الوطنية في الهند ويختارون منها سنويًا ممثلين للمنافسة في مسابقة ملكة جمال العالم. يتم تنظيمه من قبل Femina (وهي مجلة نسائية تصدرها مجموعة التايمز. منذ عام 2013) تنظم Femina أيضًا Miss Diva بشكل منفصل والتي ترسل ممثلين أيضا إلى مسابقة ملكة جمال العالم(Miss Universe).

حامل اللقب ملكة جمال الهند ل Femina(ملكة جمال الهند العالمية) هو سومان راو الذي تُوجت من قبل حاملة اللقب السابقة أنوكريثي فاس.

## تاريخيا
كانت أول ملكة جمال للهند هي براميلا (إستير فيكتوريا أبراهام) من كلكتا وفازت في عام 1947. و قد تم تنظيمه من قبل الصحافة المحلية.

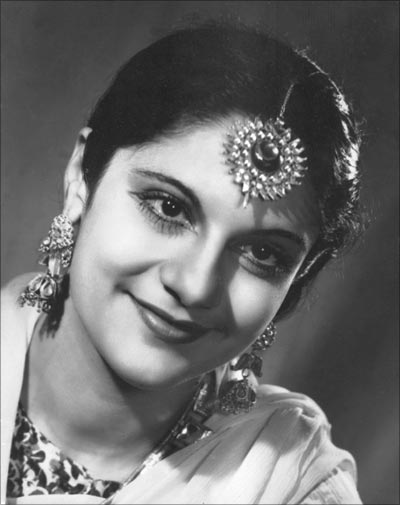
ملكة جمال الهند 1947 إستر فيكتوريا أبراهام

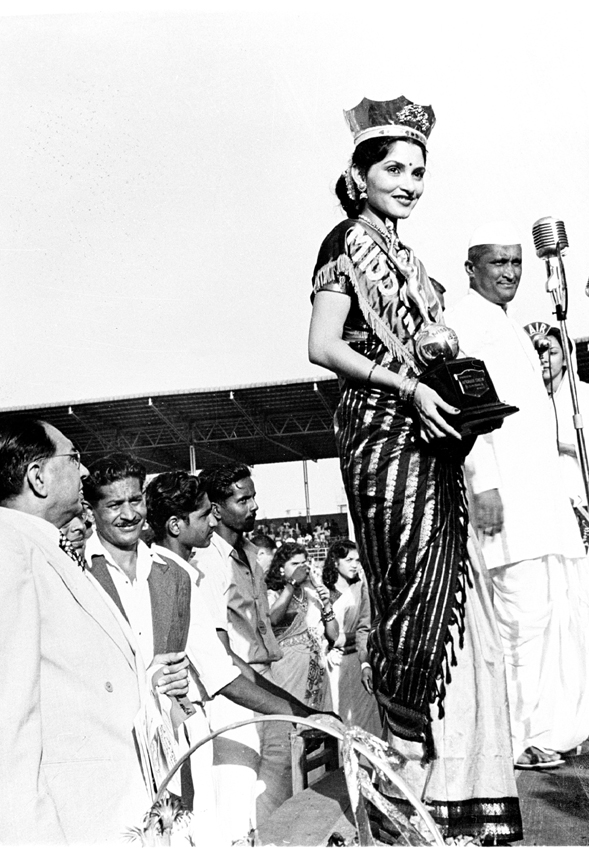
إندراني رحمن بعد تتويجها ملكة جمال الهند عام 1952. كانت أول امرأة هندية تشارك في مسابقة ملكة جمال الكون التي أقيمت في الولايات المتحدة في عام 1952.

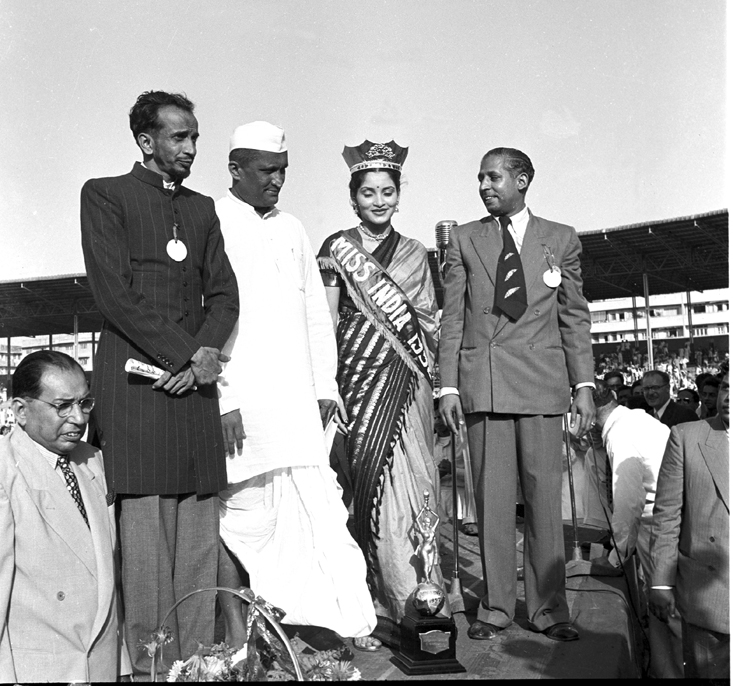
ملكة جمال الهند 1952 ، إندراني رحمان مع زعيم المؤتمر الهندي السابق س. باتيل واثنان من رعاة مسابقة ملكة جمال الهند عام 1952

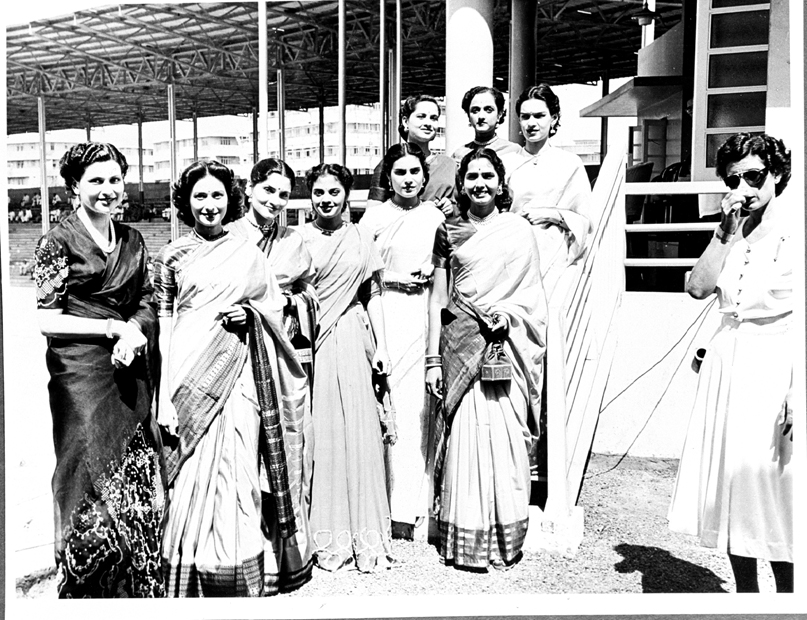
متسابقات ملكة جمال الهند 1952 تقف أمام المصورين في استاد برابورن في مومباي. الفائزة بجائزة ملكة جمال الهند 1952 ، إندراني رحمن (الثالثة من اليسار) والوصيفة سورياكوماري (السادسة من اليسار)

وفي عام 1952 أقيمت مسابقات ملكة جمال الهند وكان إندراني رحمان ونوتان الفائزتين في المسابقة. توجت نوتان بلقب ملكة جمال موسوري. أقيمت المسابقة من قبل الصحافة المحلية. توجت إندراني رحمان في استاد برابورن في مومباي في شهر أبريل 1952. مثّلت إندراني الهند لاحقًا في مسابقة ملكة جمال الكون عام 1952 في النسخة الافتتاحية من مسابقة ملكة جمال الكون.
توجت بيس كانوال من البنجاب ملكة جمال الهند عام 1953 في مسابقة KARDAR-KOLYNOS. تم تنظيم المسابقة من قبل عبد الرشيد كاردار. أسست نفسها لاحقًا كممثلة بوليوود.
في عام 1954 تم إعلان ليلا نايدو ملكة جمال الهند وفي نفس العام ظهرت في قائمة مجلة فوغ لأجمل عشر نساء في العالم.
لم تكن هناك مسابقة ملكة جمال الهند من 1955 إلى 1958. في عام 1959، نظمت Eve's Weekly أول مسابقة ملكة جمال الهند تسمى Eve Weekly Miss India لإرسال ممثلين عن الهند إلى مسابقة ملكة جمال العالم. توجت فلور حزقيال الفائز النهائي. مثلت الهند في ملكة جمال العالم 1959 التي عقدت في لندن، المملكة المتحدة.
أقيمت أول مسابقة ملكة جمال الهند في عام 1964. تُوجت ماهر كاستلينو ميستري من ولاية ماهاراشترا بأول ملكة جمال للهند على الإطلاق. تم اختيارها لتمثيل الهند في مسابقة ملكة جمال الكون عام 1964 التي أقيمت في الولايات المتحدة وملكة جمال الأمم عام 1964 التي عقدت في إسبانيا.
كانت ريتا فاريا أول ملكة جمال للهند على الإطلاق تفوز بأي مسابقة ملكة جمال دولية. تُوجت ملكة جمال العالم في عام 1966 في لندن بالمملكة المتحدة. كانت الفائزة في مسابقة Eve الأسبوعية ملكة جمال الهند. في العام نفسه، مثلت ياسمين دجي، الفائزة بجائزة Femina Miss India، الهند في مسابقة ملكة جمال الكون عام 1966 وتوجت بالمركز الثالث في هذا الحدث. كانت أول امرأة تفوز بلقب ملكة جمال الهند على الإطلاق يتم وضعها في أي مسابقة ملكة جمال دولية.

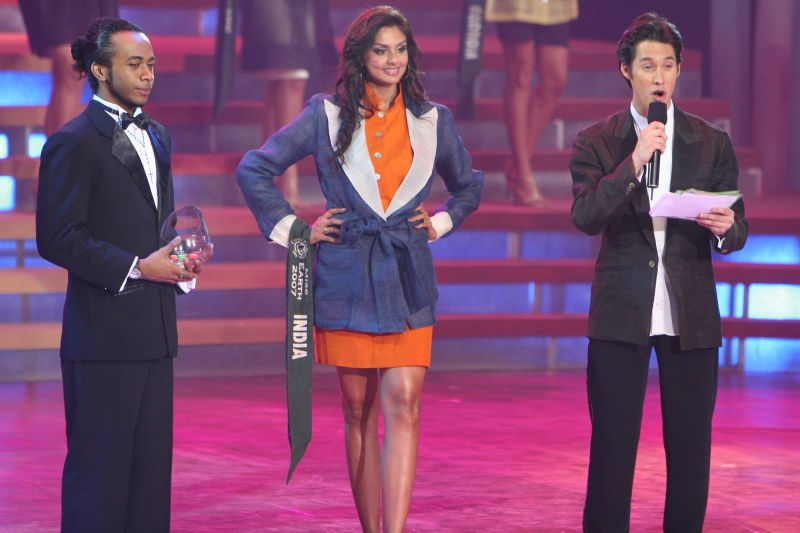
بوجا شيتجوبكار :Femina Miss India Earth 2007 و Miss Earth Air 2007 خلال Miss Earth 2007

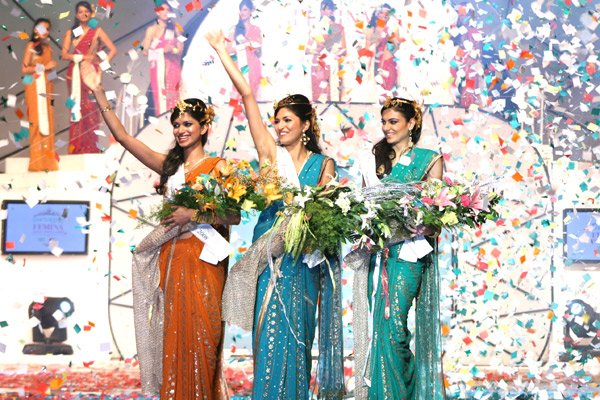
فيمينا ملكة جمال الهند 2008 (من اليسار إلى اليمين) هارشيتا ساكسينا (ملكة جمال الهند المستقيلة 2008) ، بارفاثي عماناكوتان (ملكة جمال الهند العالمية 2008) وسيمران كاور موندي (ملكة جمال الهند الكون 2008)

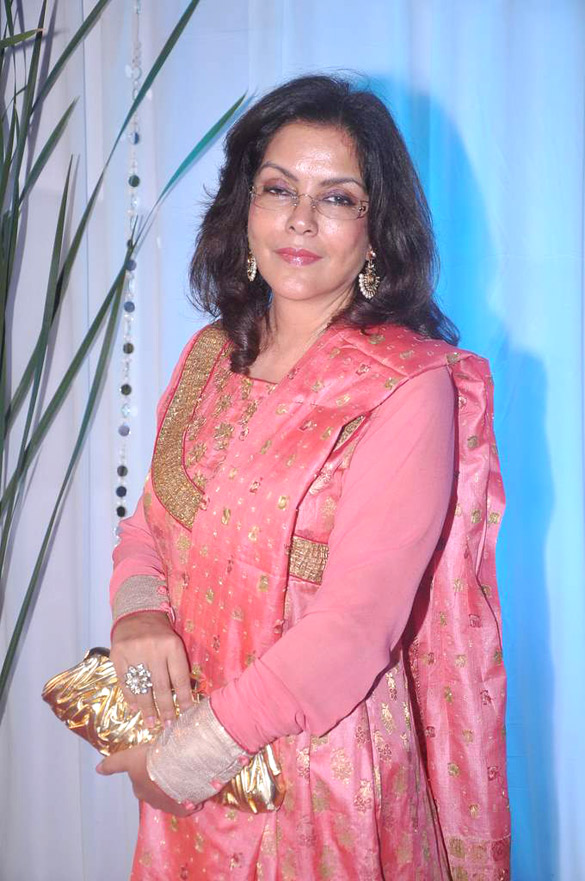
زينات امان

كانت زينات أمان أول حاملة لقب ملكة جمال الهند على الإطلاق تفوز بمسابقة دولية. تٌوجت ملكة جمال الهند في آسيا والمحيط الهادئ وفازت بلقب ملكة جمال آسيا والمحيط الهادئ 1970 التي أقيمت في الفلبين.
ميناكشي سيشادري أصغر متسابقة فازت باللقب، فازت بمسابقة ملكة جمال الهند عن عمر يناهز 17 عامًا في عام 1981 ودخلت في مجال التمثيل في أفلام «البطل» و «دميني» و «غيال» و «غاتاك» ثم تركت المجال في وقت مبكر جدًا وتزوجت.
في عام 2002 تم تعيين الفائزة الثالثة ملكة جمال الأرض بدلاً من ملكة جمال آسيا والمحيط الهادئ.
في عام 2010 بعد أن حصلت ملكة جمال الكون الهندية على حقوق إرسال ممثلين عن الهند إلى ملكة جمال الكون تٌوجت فيمينا ملكة جمال الهند ثلاثة فائزين بلقب فيمينا ملكة جمال الهند العالمية وفيمينا ملكة جمال إنديا إيرث وفيمينا ملكة جمال الهند الدولية وتمثل الفائز الثالث الهند. في مسابقة ملكة جمال الدولية.
في عام 2010 قامت Tantra Entertainment Pvt المحدودة (TEPL) بالشراكة مع Sushmita Sen سوشميتا سين وبدأت مسابقة ملكة جديدة تسمى I Am She - Miss Universe India. شاركت الفائزة بهذه المسابقة في مسابقة ملكة جمال الكون من 2010 إلى 2012.
نيكول فاريا(ملكة جمال الارض و ملكة جمال الارض بالهند 2010)( Femina Miss India Earth 2010 و Miss Earth 2010)

## عدد الفائزات
| التتويج                                | عدد مرات الحصول على اللقب | سنوات الفوز                        |
| -------------------------------------- | ------------------------- | ---------------------------------- |
| ملكة جمال الكون                        | 2                         | 1994، 2000                         |
| ملكة جمال العالم                       | 6                         | 1966، 1994، 1997، 1999، 2000، 2017 |
| ملكة جمال الأرض                        | 1                         | 2010                               |
| ملكة جمال فوق المستوى القومي           | 2                         | 2014، 2016                         |
| ملكة جمال الأمم                        | 2                         | 1978، 1997                         |
| ملكة جمال آسيا والمحيط الهادي العالمية | 3                         | 1970، 1973، 2000                   |

## مندوبات الهند في المسابقات العالمية
- اُعلنت كفائزة.
- صُنفت من ضمن الست مراكز الأولي.
- تأهلت للجولة النهائية أو شبة النهائية.

### ملكة جمال الكون
| العام | ملكة جمال الهند (المرشحة لجائزة ملكة جمال الكون) | الولاية         | التصنيف                            | جوائز خاصة |
| ----- | ------------------------------------------------ | --------------- | ---------------------------------- | ---------- |
| 2020  | أدلين كاستيلينو                                  | أودوبي          | لم تحدد بعد                        |            |
| 2019  | فارتيكا سينغ                                     | أتر برديش       | تأهلت للجولة شبة النهائية (أول 20) |            |
| 2018  | نهال شوداساما                                    | مومباي          |                                    |            |
| 2017  | شرادا شاشيدهار                                   | تاميل نادو      | لا يوجد                            |            |
| 2016  | رشميثا هاريمورثي                                 | كارناتاكا       | لا يوجد                            |            |
| 2015  | أورفاشي راوتيلا                                  | أوتاراخند       | لا يوجد                            |            |
| 2014  | نويونيتا لوده                                    | بنغالور         | تأهلت للجولة شبة النهائية (أول 15) |            |
| 2013  | مانسي موغي                                       | إندور           | تأهلت للجولة النهائية (أول 10)     |            |
| 2012  | شيلبا سينغ                                       | ساماستيبور      | تأهلت للجولة شبة النهائية (أول 16) |            |
| 2011  | فاسوكي سونكافالي                                 | حيدر آباد       | لا يوجد                            |            |
| 2010  | أوشوشي سينغوبتا                                  | كلكتا           | لا يوجد                            |            |
| 2009  | إكتا شودري                                       | هاريانا         | لا يوجد                            |            |
| 2008  | سيمران كور موندي                                 | ماهاراشترا      | لا يوجد                            |            |
| 2007  | بوجا غوبتا                                       | دلهي            | تأهلت للجولة النهائية (أول 10)     |            |
| 2006  | نيها كابور                                       | دلهي            | تأهلت للجولة شبة النهائية (أول 20) |            |
| 2005  | أمريتا ثابار                                     | ماهاراشترا      | لا يوجد                            |            |
| 2004  | تانوشري دوتا                                     | جهارخاند        | تأهلت للجولة النهائية (أول 10)     |            |
| 2003  | نيكيتا أناند                                     | دلهي            | لا يوجد                            |            |
| 2002  | نيها دوبيا                                       | دلهي            | تأهلت للجولة النهائية (أول 10)     |            |
| 2001  | سيلينا جيتلي                                     | البنغال الغربية | المركز الرابع (أول 6)              |            |
| 2000  | لارا دوتا                                        | أتر برديش       | ملكة جمال الكون 2000               |            |
| 1999  | جال بانج                                         | بنجاب           | تأهلت للجولة النهائية (أول10)      |            |
| 1998  | ليمارينا دي سوزا                                 | ماهاراشترا      | تأهلت للجولة النهائية (أول 10)     |            |
| 1997  | نفيسة جوزيف                                      | كارناتاكا       | تأهلت للجولة النهائية (أول 10)     |            |
| 1996  | سانديا شيب                                       | كارناتاكا       | تأهلت للجولة النهائية (أول 10)     |            |
| 1995  | مانبريت برار                                     | دلهي            | المركز الثاني                      |            |
| 1994  | سوشميتا سين                                      | دلهي            | ملكة جمال الكون 1994               |            |
| 1993  | نامراتا شيرودكار                                 | ماهاراشترا      | (أول 6)                            |            |
| 1992  | مادو سابر                                        | ماهاراشترا      | المركز الثالث (أول 6)              |            |
| 1991  | كريستابيل هوي                                    | تاميل نادو      | لا يوجد                            |            |
| 1990  | سوزان سابلوك                                     | ماهاراشترا      | تأهلت للجولة النهائية (أول 10)     |            |

## معرض صور لبعض من حاملات اللقب البارزات والمشهورات

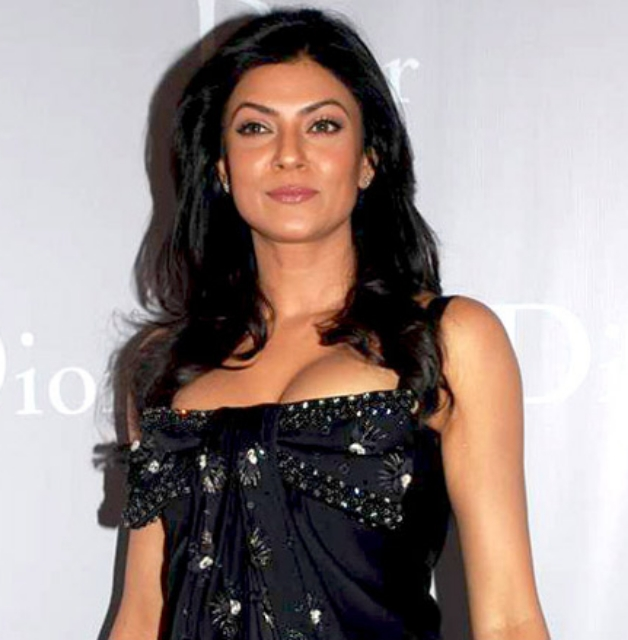
سوشميتا سين ملكة جمال الكون 1994
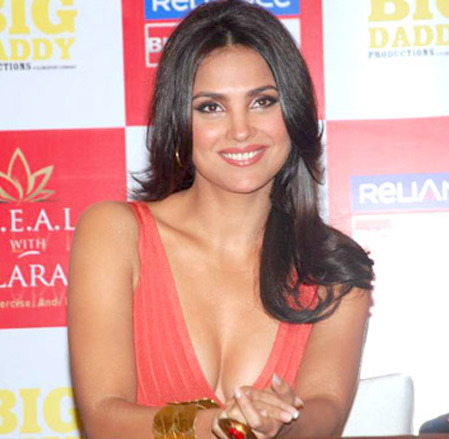
لارا دوتا ، ملكة جمال الكون 2000 و ملكة جمال إنتركونتيننتال 1997
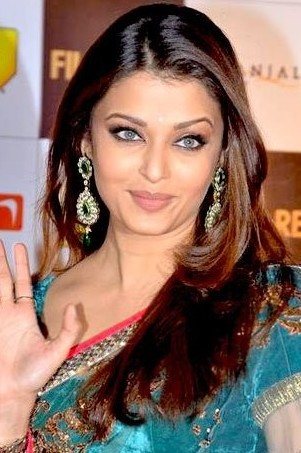
ايشواريا راي ملكة جمال العالم 1994
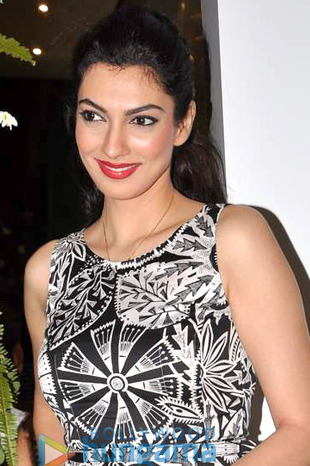
يوكتا موخي ، ملكة جمال العالم 1999
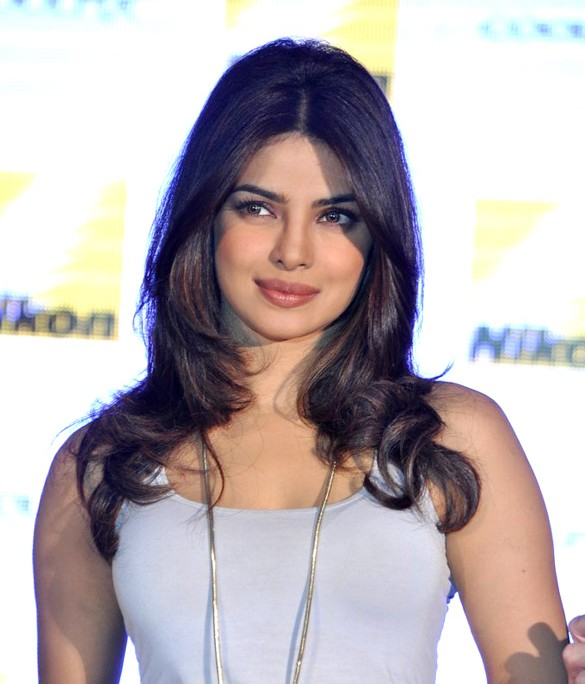
بريانكا شوبرا ملكة جمال العالم 2000
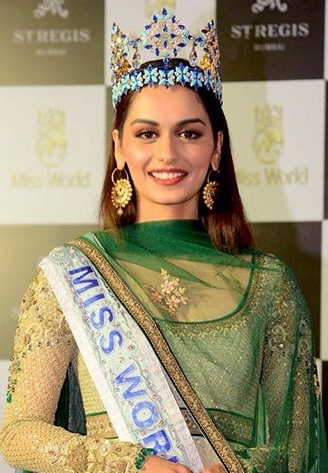
مانوشي تشيلار - ملكة جمال العالم 2017
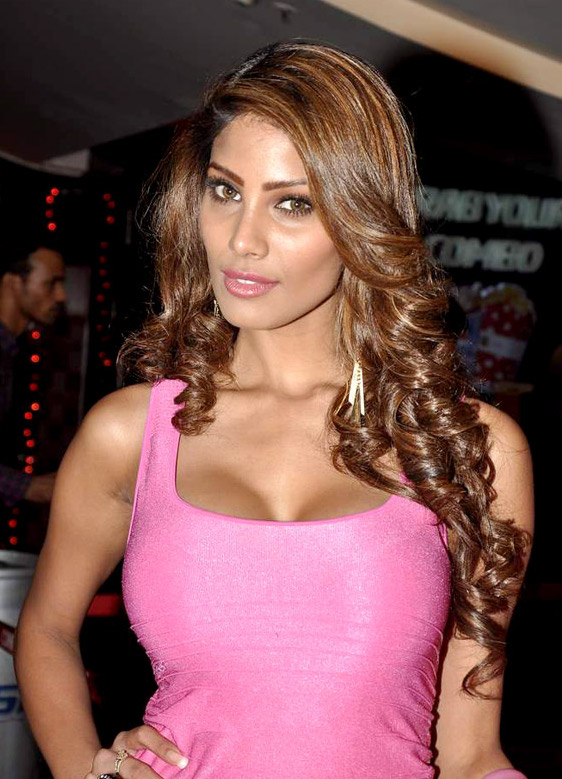
نيكول فاريا - ملكة جمال الأرض 2010
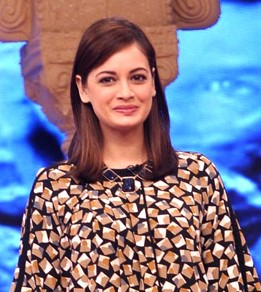
ضياء ميرزا ملكة جمال آسيا والمحيط الهادئ 2000
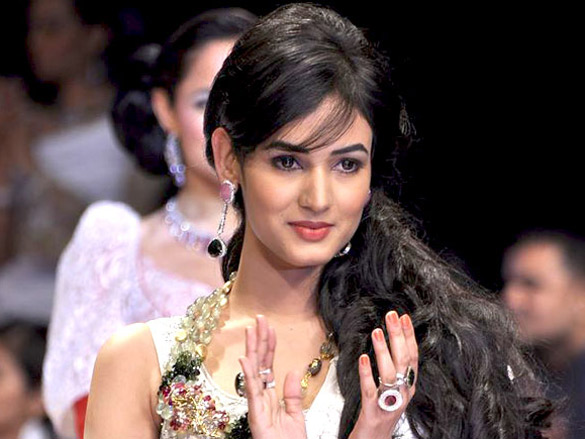
سونال شوهان ، ملكة جمال السياحة 2005
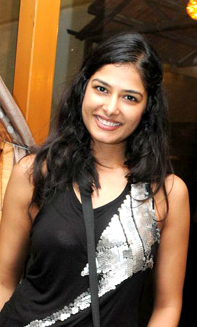
بريانكا شاه ملكة جمال السياحة 2007
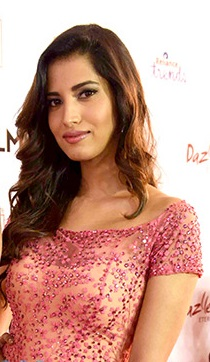
ماناسفي مامجاي ، ملكة جمال السياحة الدولية

## مخالفات المنافسة
في عام 2008 قدمت رئيسة Gladrags (مورين واديا) إخطارًا قانونيًا إلى هارشيتا ساكسينا ملكة جمال الأرض لفامينا بسبب انتهاكها لعقد حصري لمدة عامين مع Gladrags تم توقيعه بواسطتها في عام 2006. للمشاركة في أي مسابقة ملكة جمال أخرى ستحتاج هارشيتا إلى خطاب مكتوب بعدم ممانعة من Gladrags. تخلى هارشيتا عن اللقب ومرر التاج إلى تانفي فياس الذي مثل الهند في مسابقة ملكة جمال الأرض 2008 التي أقيمت في نوفمبر 2008. تم وضع هارشيتا لاحقًا في المركز الرابع في Miss India 2009 ومثلت الهند في Miss International 2009.
في عام 1989 تبين أن الفائزة كالبانا بانديت قد أساءت تمثيل جنسيتها (كانت تحمل جواز سفر أمريكي) ثم تم تجريدها من لقبها وتم إعلان فوز دوللي ميهس.
في عام 2004 تم إعلان لاكشمي بانديت (أخت كالبانا بانديت) في البداية باعتبارها الفائزة ولكن كان عليها إعادة اللقب لأنها كانت متزوجة من (سيدارث ميشرا) ثم لاحقا تم إعلان سيالي بهجت في النهاية على أنها الفائزة.

## وصلات خارجية
- الموقع الرسمي